# Marko Šapit
Marko Šapit (Makarska, 1981.) hrvatski je sportski novinar, televizijski komentator i urednik. 

## Život i karijera
Porijeklom je iz Makarske. U mladosti je trenirao rukomet. Nakon stjecanja fakultetske diplome, 2005. godine započeo je karijeru sportskog novinara.
Svoju novinarsku karijeru započeo je u gradskoj rubrici Jutarnjeg lista. Međutim, tisak je ubrzo zamijenio televizijom - 2005. godine uspješno je prošao audiciju za sportskog novinara na HTV-u. Njegov prvi televizijski prijenos bio je kada je prenosio košarkašku utakmicu između KK Zadra i KK Cibone. Od tada je postao prepoznatljivo lice Sportske redakcije HTV-a, uz kraći prekid od 2010. do 2012. godine kada je radio na Areni sport. Nakon tog intermezza, vratio se na HTV gdje i danas djeluje kao jedan od istaknutih sportskih novinara. Urednik je sportske redakcije HRT-a od rujna 2022. godine.

## Nagrade
Bio je nominiran u kategoriji najboljeg TV voditelja godine na Zlatnom studiju 2019. Također je nominiran za Večernjakovu ružu 2018. i 2022. u kategoriji TV osoba godine.

## Osobni život
Oženjen je i ima dvoje djece.[nedostaje izvor]